# Valeriu Valentineanu
Valeriu Valentineanu, menționat și V. Valentineanu, (n. 18 iunie 1887, Sânmihaiu de Sus, Cluj, Austro-Ungaria – d. noiembrie 1977) a fost un actor român de teatru și film, distins cu titlul de Artist Emerit (1954).
A fost actor la Teatrul Tineretului, dar a activat la Teatrul Național „I. L. Caragiale” din București.

## Biografie

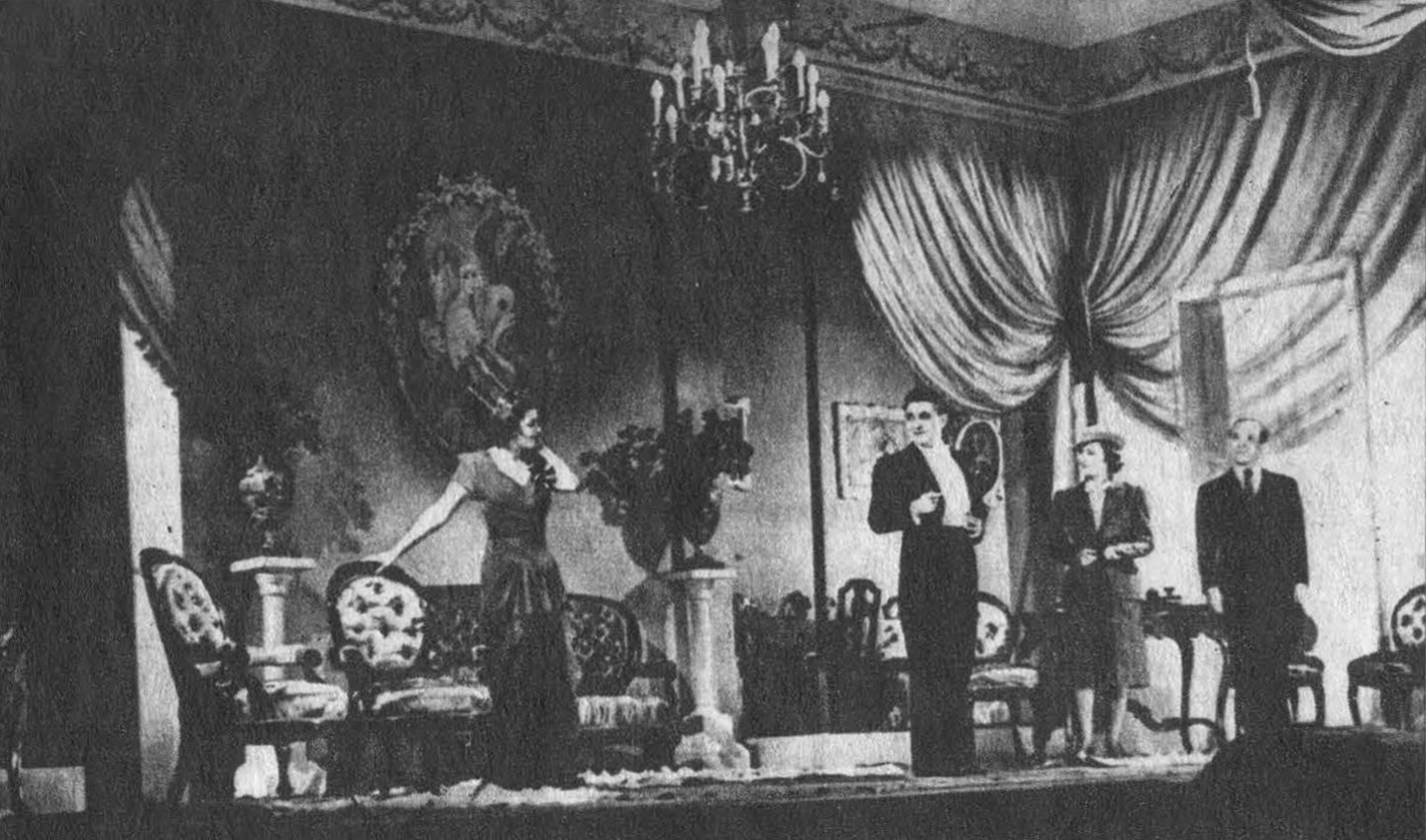
Elvira Godeanu, George Vraca, Aura Buzescu și V. Valentineanu în Marșul nupțial de Henry Bataille, 1942.

Valeriu Valentineanu s-a născut la 18 iunie 1887 în satul Sânmihaiu (astăzi Mihai Viteazu), care făcea parte atunci din comitatul Turda-Arieș al Austro-Ungariei, iar în prezent face parte din județul Cluj al României. A urmat cursurile Conservatorului de Artă Dramatică, la clasa maestrului Constantin Nottara, făcând figurație ca „bursier” la Teatrul Național din București, alături de alți viitori artiști ca Ion Iancovescu, Constantin Toneanu, Grigore Mărculescu, Ovid Brădescu, Nae Săvulescu, Alice Cocea, Elvira Popescu, Sonia Cluceru și alții. A debutat, împreună cu Elvira Popescu, în anul 1914 pe scena Teatrului Național din București, sub directoratul lui George Diamandy, în piesa O viață pierdută de Ella Negruzzi.
A jucat toată perioada interbelică pe scena Teatrului Național, interpretând roluri precum Armand Duval din Dama cu camelii după Alexandre Dumas fiul (în stagiunea 1930–1931, alternativ cu Nicolae Brancomir) și Lordul Windermere din Evantaiul doamnei Windermeere de Oscar Wilde (în primăvara anului 1931). În primăvara anului 1939 a fost solicitat de actrița și regizoarea Marietta Sadova să joace rolul Ștefan Valeriu în piesa Jocul de-a vacanța (1936) de Mihail Sebastian, cu ocazia unui turneu care urma a fi efectuat prin România în perioada 8 aprilie – 1 mai 1939. Turneul respectiv nu a mai avut loc deoarece Nicolae Soreanu, care urma să joace rolul Bogoiu, avea un alt angajament, iar Valentineanu nu a fost cedat de Camil Petrescu, noul director al Teatrului Național.
Valentineanu a continuat să joace pe scena Teatrului Național din București în anii celui de-al Doilea Război Mondial, interpretând printre altele în stagiunea 1941–1942 rolurile Hamlet din piesa omonimă a lui William Shakespeare (premiera la 22 octombrie 1941; a concurat pentru acest rol cu George Calboreanu și George Vraca) și Claude Morillot din Marșul nupțial de Henry Bataille (premiera la 8 decembrie 1941). A participat, de asemenea, alături de alți artiști ca George Vraca, George Gregorian, A. Pop Marțian, Sorana Țopa, Mihai Popescu, Marioara Voiculescu, Nicolae Brancomir, Marietta Anca, Grigore Mărculescu, George Demetru, Marietta Sadova, Ion Anastasiad și Nicu Dimitriu, la o șezătoare literară închinată armatei și eroismului românesc, organizată la 22 iunie 1942 sub patronajul lui Mihai Antonescu, vicepreședintele Consiliului de Miniștri, recitând cu acel prilej versuri și proză.
Concurența lui Calboreanu, Vraca și Valentineanu pentru rolul Hamlet a fost denumită „Bătălia celor trei Hamleți” în presa teatrală în vremii și a dat prilejul celor trei actori, care au apărut alternativ în spectacole, să exploateze fațetele diferite ale rolului și să-și valorifice astfel posibilitățile de creație: Calboreanu a interpretat personajul ca „un filosof creat mai mult de ciudatele împrejurări [...]: meditativ în singurătate și voit ciudat în relațiile lui cu cei dela curte”, Vraca a pus accentul pe depresia sufletească a personajului, care îl face să oscileze între viață și moarte, și l-a făcut să pară „dramatic cu sine însuși, subtil ca o flacără cu alții”, în timp ce Valentineanu a interpretat personajul ca un „om obsedat până la pierzanie de propria lui neliniște [...] adâncit în gândurile-i negre, muncit de îndoială și uneori de o palidă resemnare”, care-și rostește monologul prăbușit într-un fotoliu. Interpretarea sa, ca și a celorlalți doi concurenți, a fost elogiată de criticii de teatru: Ion Marin Sadoveanu a scris în ziarul Timpul că „lirismul d-lui Valentineanu îl cântă emoționat de multe ori, atunci când i se întinde struna...”, Romicus a consemnat în Universul că „d. Valentineanu [...] a asigurat acestui personaj plin de prestigiu teatral, echilibrul și unitatea, ținând seama și de complexitatea structurii sale intime dramatice”, iar dramaturgul Mircea Ștefănescu a scris în Curentul că cei trei concurenți au realizat „trei interpretări cu totul deosebite, în primul rând influențate, cum era și firesc, de temperamentul și structura sufletească a fiecăruia”, care s-au caracterizat prin originalitate.
A jucat peste o jumătate de secol pe scena Teatrului Național din București, interpretând un număr mare de personaje în piese celebre din dramaturgia națională și universală precum Hamlet, Idiotul, Avarul și Unchiul Vania. Interpretările lui V. Valentineanu s-au caracterizat prin distincție și reflexivitate. El a apărut, de asemenea, în câteva filme, printre care Povara (1928), Viața învinge (1951) și Cartierul veseliei (1965). A decedat în noiembrie 1977 și a fost înmormântat în 29 noiembrie 1977 la Cimitirul Bellu.

## Distincții
- Ordinul „Meritul Cultural” în gradul de Cavaler cl. II, pentru teatru (23 septembrie 1942)[20]
- Ordinul Muncii clasa a II-a (23 ianuarie 1953) „pentru merite deosebite, pentru realizări valoroase în artă și pentru activitate merituoasă”[1]
- titlul de Artist Emerit al Republicii Populare Romîne[2][3] (26 august 1954) „pentru merite deosebite în activitatea artistică”[21]
- Ordinul „Meritul Cultural” clasa I (1 noiembrie 1967) „pentru merite deosebite în domeniul artei interpretative, cu prilejul înplinirii vîrstei de 80 ani”[22]

## Filmografie
- Povara (1928) – Ion Strătilă
- Viața învinge (1951) – Valeriu Moga, directorul laboratorului
- Cartierul veseliei (1965) – Rahova, patronul uzinei
- Răscoala (1966) – directorul băncii
- Cine va deschide ușa? (1967)
- Castelanii (1967)

## Imagini

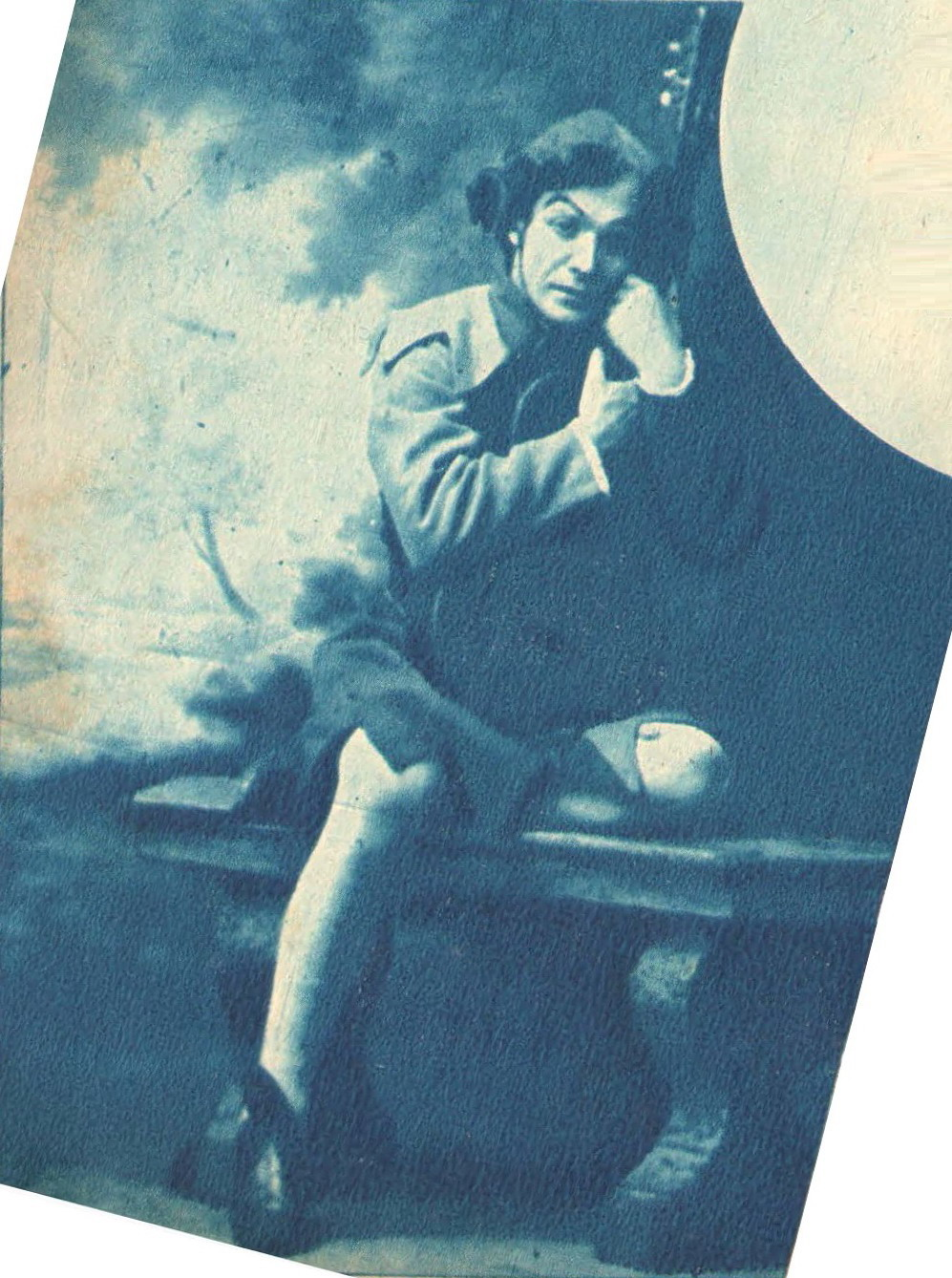
V. Valentineanu în Noaptea regilor de Shakespeare
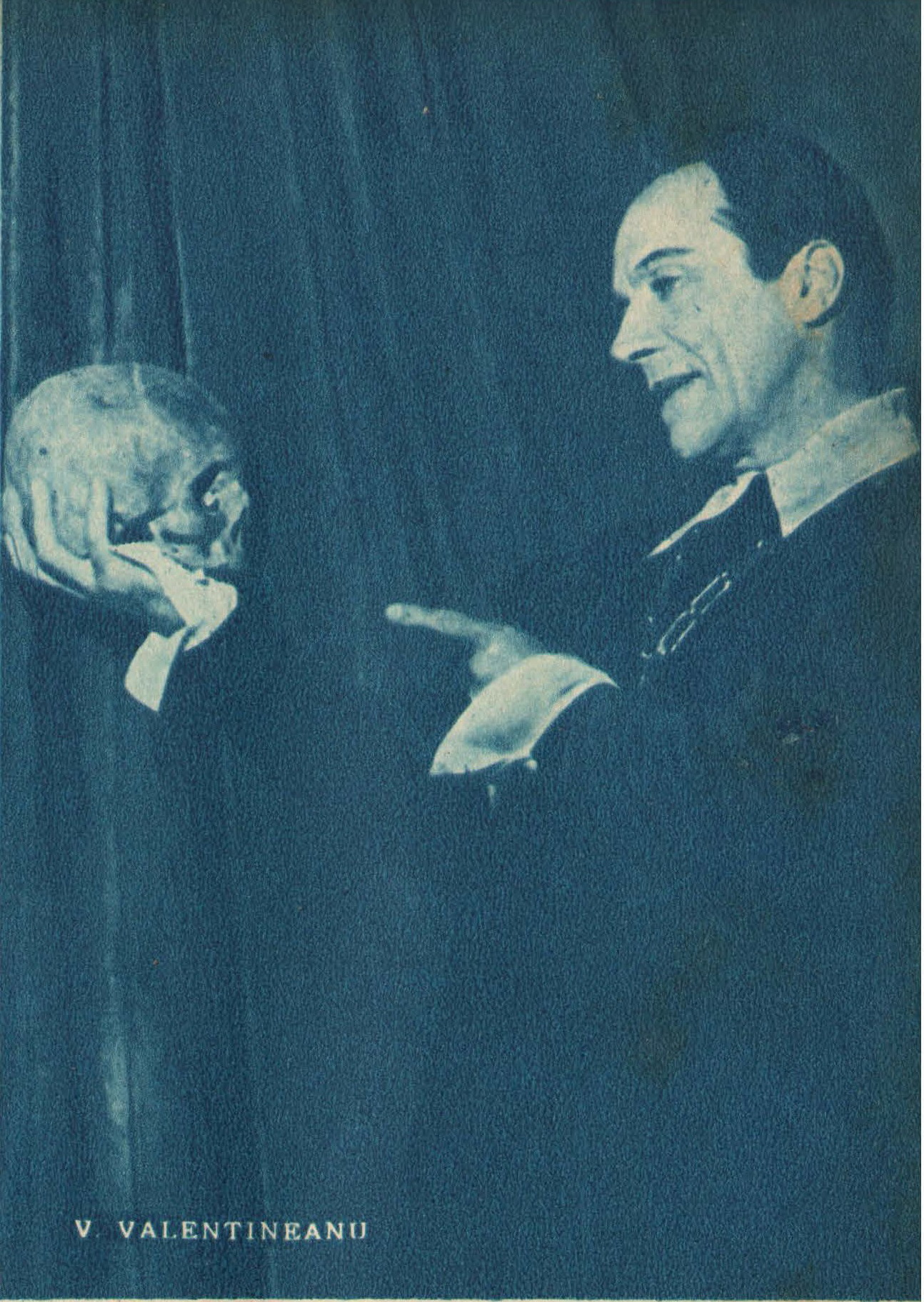
V. Valentineanu în rolul Hamlet din piesa omonimă a lui Shakespeare, 1942.
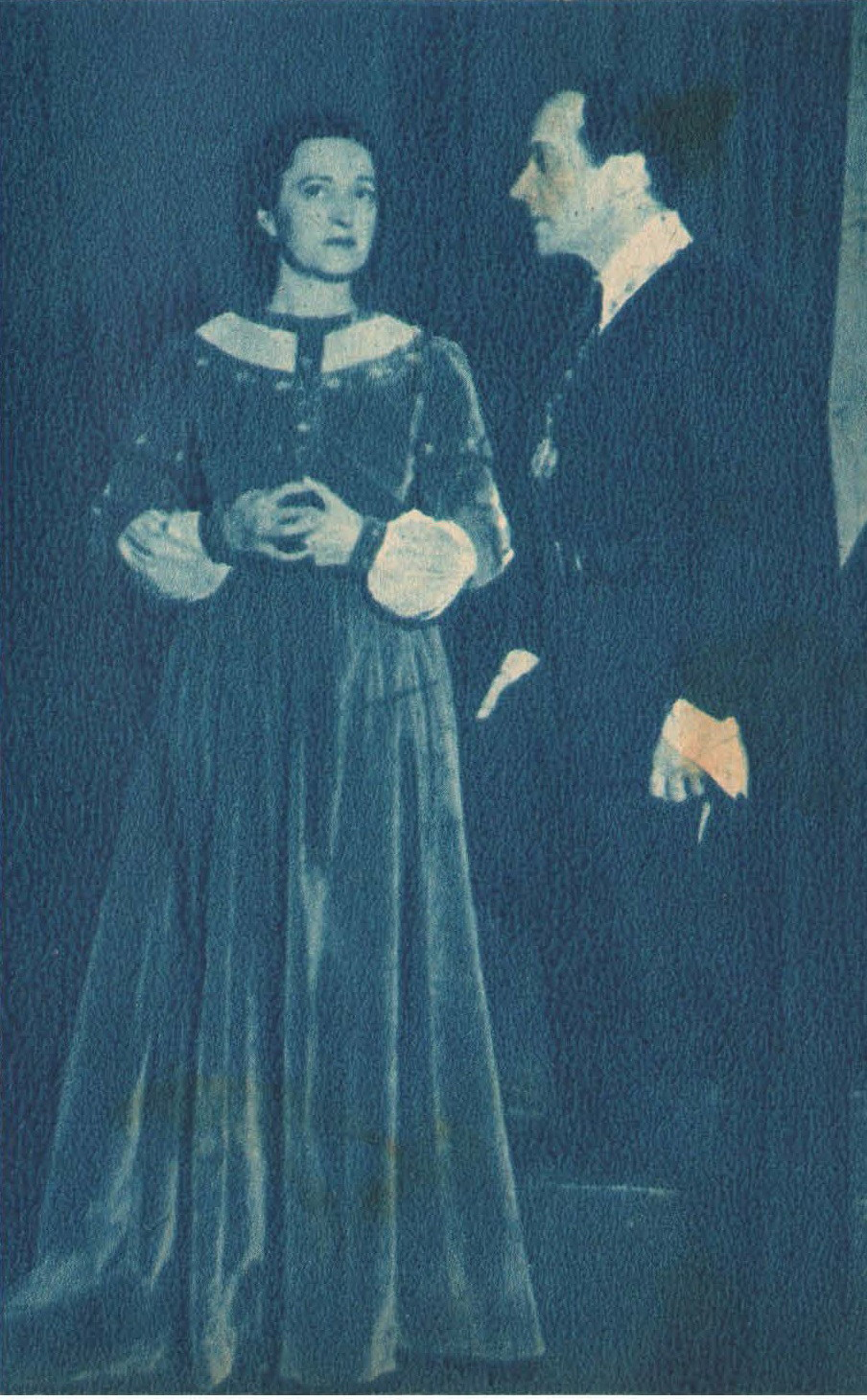
Angela Teodorescu (Ofelia) și V. Valentineanu (Hamlet) în Hamlet de Shakespeare